# Abel

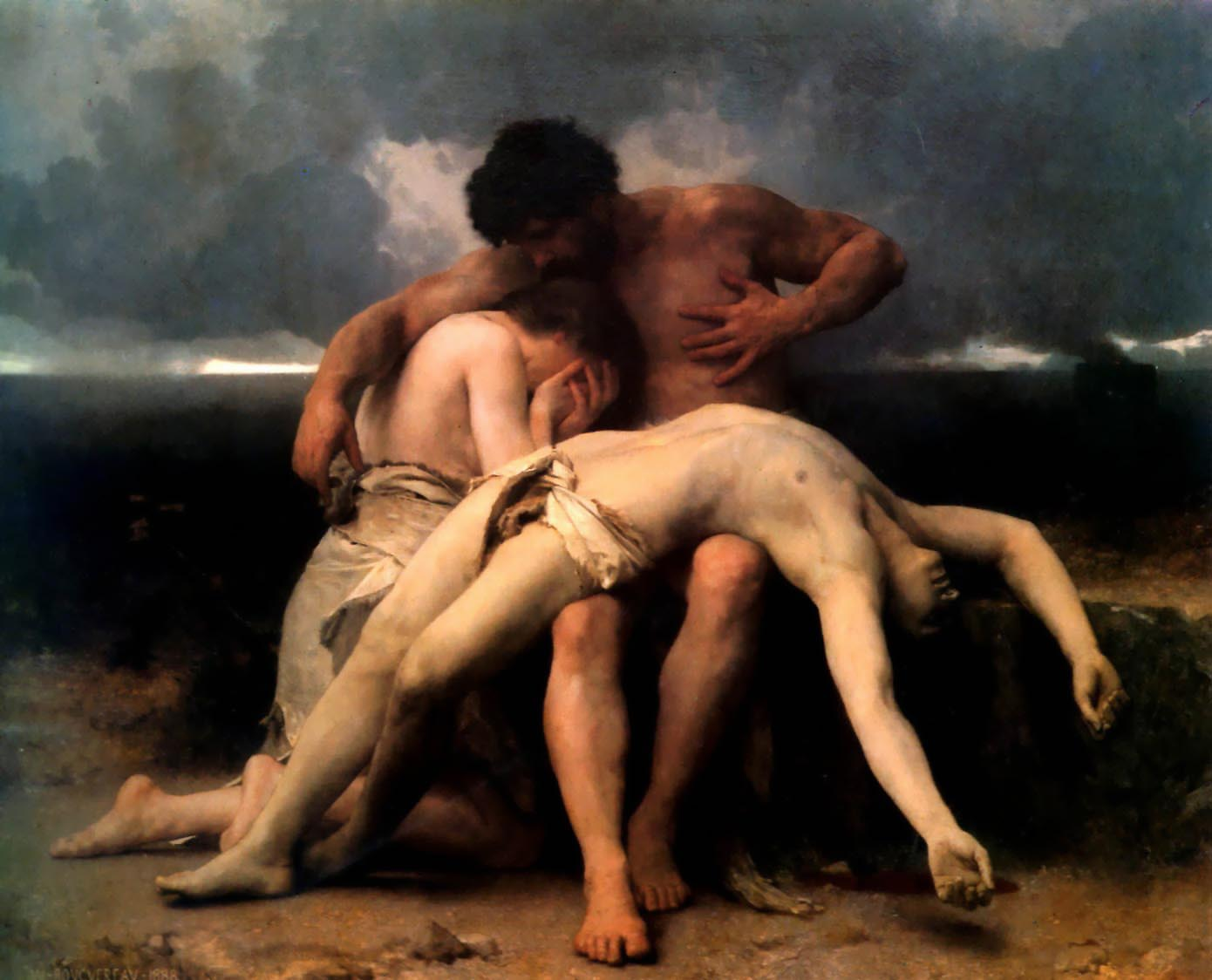
Abel es hallado muerto por Adán y Eva. Cuadro de William-Adolphe Bouguereau, El Despertar de la Tristeza (1888).

Abel (en hebreo:הבל Habel "soplo, frágil", en griego:Αβελ, en acadio:𒌉𒍑 Ablu "hijo") según el Tanaj (Antiguo Testamento) es el segundo hijo de Adán y Eva. Fue asesinado por su hermano Caín, quien envidiaba la satisfacción divina con las ofrendas de Abel; de acuerdo al relato, el suyo fue el primer asesinato de la humanidad.
Tradicionalmente, la Iglesia católica conmemora su festividad el 25 de marzo.

## Historia
La historia, relatada en Génesis, afirma que Abel se dedicaba a pastorear ovejas y su hermano mayor se dedicaba a la agricultura. Caín hizo una ofrenda de frutas y verduras mientras tanto Abel sacrificó los primogénitos de sus ovejas. Dios desagradó la ofrenda de Caín y  aceptó la de Abel. La razón del favor divino según la tradición talmúdica hace hincapié en el matiz de generosidad con que Abel ofrece a Dios las más selectas ovejas de su rebaño para destacar que la ofrenda de Caín, nacida de la obligación y no de la generosidad, no era deseable.
La razón por la que Dios solo aprobó la ofrenda de Abel se explica en escritos posteriores. La epístola a los hebreos cita a Abel como el primer hombre de fe, y muestra que esta fe resultó en que su sacrificio fuera de “mayor valor” que la ofrenda de Caín.
Irineo de Lyon, siguiendo el texto de la Septuaginta, afirmó que: 

"Dios puso los ojos sobre las oblaciones de Abel, porque las ofrecía con sencillez y justicia; en cambio no miró el sacrificio de Caín, porque su corazón estaba dividido por celos y malas intenciones contra su hermano, según Dios mismo le dijo al reprenderlo por lo que ocultaba: «¿Acaso no pecas aunque ofrezcas tu sacrificio rectamente, si no compartes con justicia? Tranquilízate.» Porque no se aplaca a Dios con el sacrificio. Por eso, si alguien tratara de ofrecer su sacrificio de modo que pareciese puro, recto y legítimo, en cambio en su alma no compartiera con rectitud en el trato con su hermano ni tuviera temor de Dios, no por haber ofrecido un sacrificio externamente correcto seduciría a Dios: por dentro estaría lleno de pecado y su oblación de nada le serviría si no cesa de hacer el mal que ha concebido interiormente; pues al simular una obra, el pecado mismo hace homicida a esa persona... No son los sacrificios los que purifican al ser humano, pues Dios no los necesita; sino la conciencia pura de quien lo ofrece es lo que santifica el sacrificio."

Varios intérpretes ven aquí una aplicación retroactiva de la soteriología sacrificial cristiana, expuesta en Hebreos 9:22. Para redimir los pecados Dios exigía el sacrificio de animales y no de frutos de la tierra, "sin derramamiento de sangre no hay remisión". Esta visión retrospectiva interpreta que cuando Adán y Eva pecaron fueron sacrificados animales, pues fue así como Dios proveyó las pieles para hacer la ropa para que los cubrió (Génesis 3:21). Abel cumplió con los deseos de Dios, pero Caín solamente ofreció frutos.

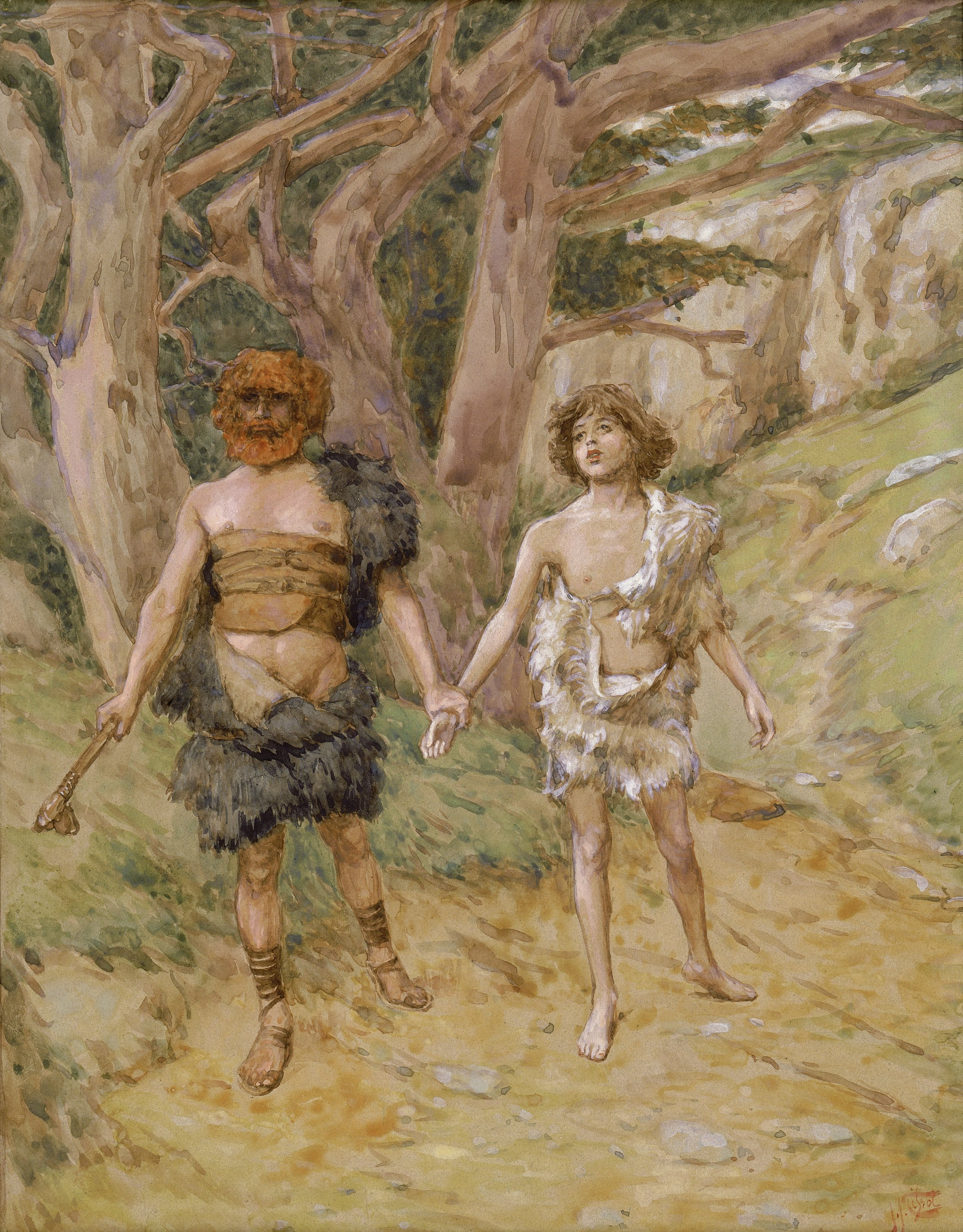
Representación de Caín conduciendo a Abel a la muerte, por James Tissot

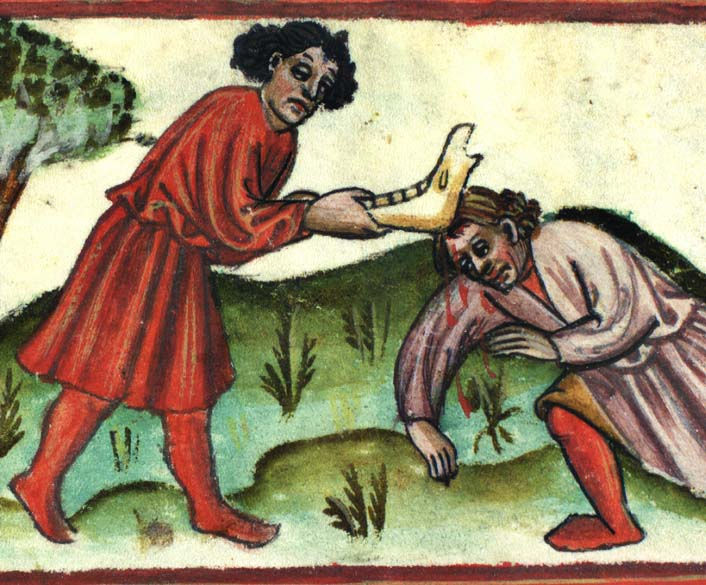
Caín asesina a Abel (pintura del siglo XV).

De acuerdo con la tradición oral, las ofrendas de Abel fueron consumidas por el fuego enviado por Dios. Caín, no satisfecho del favor de este, y pese a la advertencia divina de que era la justicia de sus obras lo que decidiría que su ofrenda se aceptase o no, mató a su hermano. Según Jerónimo de Estridón, que recoge una tradición antigua, el lugar de los hechos es la ubicación de la actual Damasco; otros hagiógrafos lo fijan junto a Hebrón, aunque no hay tradiciones locales que avalen ninguna de las leyendas.
Por la muerte de Abel, Caín fue expulsado "de la presencia de Yahveh", y marchó a habitar a la tierra de Nod, "al este del Edén". La tradición judía dice que Abel fue enterrado por sus padres, siguiendo las indicaciones de un cuervo enviado por Dios para ese propósito; el Corán, por el contrario, sostiene que fue Caín quien fue instruido por un cuervo para enterrarlo. En el capítulo 22 del libro de Enoc, que forma parte del canon de la Iglesia ortodoxa etíope, se hace mención al espíritu de Abel; indicándose que este estaría en el lugar en donde los espíritus de todos los seres humanos esperan el gran juicio en el fin de los tiempos. En aquel lugar Abel realizaría su acusación y denunciaría a su hermano Caín hasta que la semilla de su hermano desaparezca de la faz de la tierra; y se haga justicia.
El Nuevo Testamento menciona con frecuencia a Abel como prototipo de justo. Jesús lo canoniza en Mateo como el primero de los muertos en nombre de la justicia, y su ejemplo sirve a los apóstoles como analogía y premonición del de Jesús. Los padres de la Iglesia lo cuentan entre los mártires. En el Corán el pacifismo de Abel, que se niega a responder a la violencia de Caín, es la virtud que lo salva; es el principal ejemplo de humildad y mansedumbre para los musulmanes.
Las interpretaciones críticas del texto bíblico han visto en la historia una versión estilizada de los conflictos entre pueblos agricultores y los hebreos, fundamentalmente pastores; el filólogo Thomas Kelly Cheyne sostiene que se trata de una antigua leyenda israelita, indudablemente anterior a la compilación del Génesis, aprovechada por el yavista por su valor moral. Se ha notado también la similitud entre el término, de dudosa etimología, y el árabe jibil, "camello". Es posible que Caín sea un epónimo de los ceneos, en cuyo caso Abel sería probablemente un héroe mítico de Judea.
Otra explicación es ver en el relato una de las interacciones humanas más habituales. En la tradición posterior, Abel ha pasado como el prototipo del hombre justo.